# سرلوپیتانت
سرلوپیتانت (انگلیسی: Serlopitant) دارویی است که به عنوان آنتاگونیست گیرنده NK1 عمل می‌کند. این دارو اکنون تحت آزمایش‌های بالینی برای درمان خارش مزمن (خارش) است.